# Уфимский колледж радиоэлектроники, телекоммуникаций и безопасности
ГБПОУ Уфимский колледж радиоэлектроники, телекоммуникаций и безопасности — среднее специальное учебное заведение в городе Уфа, создан в мае 1943 года Постановлением Совета Народных Комиссаров № 438 как Уфимский электротехнический техникум связи.

## История
В 1943 году в г. Уфу был эвакуирован ленинградский радиоэлектронный отдел завода «Красная заря» и основан техникум, начавший подготавливать квалифицированные рабочие кадры для электронного приборостроения.
После 1946 года появляются многочисленные филиалы, размещающиеся в разных частях города, а в 1959 году открывается заочное отделение, и в 1961 году появляется самостоятельное учебное учреждение – «Уфимский энергетический техникум».
В 1985 году, по Решению (Приказом №43) Министерства по средствам связи, он получает наименование радиоэлектронного техникума приборостроения г. Уфы, а в 1990 году – «Уфимский государственный колледж радиоэлектроники».
2 февраля 2012 года открыли первую пожарную часть в колледже в ходе государственных строительств
После прохождение очередной Государственной аккредитации и лицензирования в 2015 году его снова переименовывают, и теперь это ГБПОУ «Уфимский колледж радиоэлектроники, телекоммуникаций и безопасности».

## Структура
Управление Колледжем осуществляется в соответствии с законодательством и настоящим Уставом на основе сочетания принципов единоначалия и коллегиальности
1. Директор Колледжа;
2. Коллегиальные органы управления Колледжем: общее собрание (конференция) работников и обучающихся Колледжа; совет Колледжа; педагогический совет; методический совет; кафедры; попечительский совет.[5]

Единоличным исполнительным органом Колледжа является его директор, который осуществляет текущее руководство деятельностью Колледжа, назначаемый и освобождаемый от должности Учредителем.
| Название отдела                         |  | Руководитель                                           |
| Отдел по учебной работе                 |  | Заместитель директора - Туктарова Лейла Робертовна     |
| Отдел по методической работе            |  | Заместитель директора - Никонова Дарья Сергеевна       |
| Отдел развития и инноваций              |  | Заместитель директора - Арефьев Александр Валерьевич   |
| Отдел по воспитательной работе          |  | Заместитель директора - Котков Кирилл Валерьевич       |
| Отдел по учебно-производительной работе |  | Заместитель директора - Анянова Юлия Владимировна      |
| Отдел кадров                            |  | Начальник отдела кадров - Леонтьева Вера Александровна |
| Отдел безопасности                      |  | Начальник - Филяев Дмитрий Александрович               |
| Бухгалтерия                             |  | Главный бухгалтер Гильманова Райса Назифовна           |
| Административно-хозяйственная часть     |  | Заместитель директора - Тарбеев Анатолий Александрович |
| Профком                                 |  | Председатель Артамонова Ольга Анатольевна              |

## Киберспорт

### Создание
Киберспортивный клуб УКРТБ был основан 22 ноября 2022 года 
Киберклуб получил своё современное название – «CAIMAN UCRTS eSports» (прим. UCRTS – УКРТБ, транслитерация названия колледжа на англ. языке). Был придуман и разработан новый логотип, игровая форма, концепция и общий дизайн-код. Началась активная работа в соц. сетях и проведение мелких турниров для студентов колледжа.
Настоящее время
В начале следующего учебного года 2023/24, киберспортивный клуб «CAIMAN UCRTS eSports», также принял участие в национальной премии «Студент года – 2023» в номинации «Лучший киберспортивный клуб среди ПОО», выиграв Республиканский этап.